# Sankhuwasabha District
Sankhuwasabha District er et af Nepals 75 administrative og politiske regioner, betegnet distrikter (lokalt betegnet district, zilla, jilla el. जिल्ला). Sankhuwasabha er et bjerg-distrikt, som ligger i Kosi Zone i Eastern Development Region.
Sankhuwasabha areal er 3.480 km² og der boede ved folketællingen 2001 i alt 159.203 og i 2007 177.830 og i 2011 158.742 i distriktet. Distriktets politiske organ District Development Committee er sammensat gennem indirekte valg, med repræsentation fra hver af de 9-17 administrative enheder ilakaer, hvert distrikt er opdelt i. 
Sankhuwasabha District er endvidere opdelt i 34 udviklingskommuner (lokalt navn: Gaun Bikas Samiti (G.B.S.) el. Village Development Committee (VDC)), hvoraf byer med over 10.000 indbyggere kategoriseres som købstæder (municipalities). 
Sankhuwasabha District er udviklingsmæssigt – gennem anvendelse af FN og UNDP's Human Development Index – kategoriseret som nr. 28 ud af Nepals 75 distrikter.

## Eksterne links
- Kort over Sankhuwasabha District
- Sankhuwasabha District sundhedsprofil – fra FN-Nepal (på engelsk)

27°22′N 87°13′Ø / 27.37°N 87.22°Ø